# War (chanson d'Edwin Starr)
Pour les articles homonymes, voir War.
Singles de Edwin Starr
Time
(1970) Stop The War Now
(1970)
War est une chanson protestataire contre la guerre du Viêt Nam écrite et composée par Norman Whitfield et Barrett Strong.
Elle est enregistrée pour la première fois par le groupe The Temptations et figure dans l'album Psychedelic Shack sorti en mars 1970 sur le label Motown. Elle n'est cependant pas extraite en single, le label craignant que la mise en avant d'une chanson aussi engagée nuise à l'image des Temptations.
Le morceau est alors enregistré par Edwin Starr et commercialisé en single en juin 1970. Il obtient un vif succès, se classant en tête des charts aux États-Unis et au Canada, 3e au Royaume-Uni.
Devenue emblématique auprès du mouvement pacifiste, la chanson a été reprise par des artistes tels que Frankie Goes to Hollywood sur l'album Welcome to the Pleasuredome, D.O.A., Joan Osborne, Laibach, Boys II Men ou Bruce Springsteen dont l'interprétation lors de sa tournée en 1985 enregistrée pour le Live/1975-85, sort en single et obtient le succès.

## Distinctions
Grâce à son interprétation, Edwin Starr a obtenu une nomination pour le Grammy Award de la meilleure prestation vocale R&B masculine en 1971. Cette version de la chanson reçoit le Grammy Hall of Fame Award en 1999.

## Extraits des paroles
On peut relever dans les paroles les phrases suivantes : 
"War, Huh, Yeah, What is it good for? Absolutely nothing": La guerre, hein, à quoi sert-elle? Absolument à rien".
"Ohhh, war, I despise Because it means destruction Of innocent lives" "Oh, la guerre, je la méprise, parce qu'elle signifie la destruction de vies innocentes". 
"War means tears To thousands of mothers eyes When their sons go to fight And lose their lives": "La guerre signifie des larmes pour des milliers de mères lorsque leurs fils partent au combat et perdent leur vie". 
"War, it ain't nothing but a heartbreaker War, it's got one friend That's the undertaker Ooooh, war, has shattered Many a young mans dreams Made him disabled, bitter and mean Life is much to short and precious To spend fighting wars these days War can't give life It can only take it away": "La guerre, ce n'est rien qu'un briseur de cœurs, La guerre, elle n'a qu'un ami, c'est les pompes funèbres, Oh, la guerre a brisé les rêves de beaucoup de jeunes hommes, les a rendus handicapés, amers et méchants. La vie est trop courte et trop précieuse pour la passer en menant des guerres, La guerre ne peut donner la vie, elle ne peut que l'ôter."

## Classements hebdomadaires et certifications

### Version d'Edwin Starr
| Classement (1970)                      | Meilleure place |
| -------------------------------------- | --------------- |
| Allemagne (Media Control AG)           | 9               |
| Australie (ARIA)                       | 37              |
| Belgique (Flandre Ultratop 50 Singles) | 16              |
| Canada (RPM 100 Singles)               | 1               |
| États-Unis (Billboard Hot 100)         | 1               |
| Irlande (IRMA)                         | 5               |
| Norvège (VG-lista)                     | 9               |
| Pays-Bas (Single Top 100)              | 14              |
| Royaume-Uni (UK Singles Chart)         | 3               |

Certifications
| Pays              | Certification | Unités certifiées |
| ----------------- | ------------- | ----------------- |
| Royaume-Uni (BPI) | Argent        | 200 000           |

### Version de Bruce Springsteen
| Classement (1986)                      | Meilleure place |
| -------------------------------------- | --------------- |
| Allemagne (GfK Entertainment)          | 27              |
| Australie (ARIA)                       | 38              |
| Belgique (Flandre Ultratop 50 Singles) | 10              |
| États-Unis (Billboard Hot 100)         | 8               |
| Irlande (IRMA)                         | 2               |
| Norvège (VG-lista)                     | 2               |
| Nouvelle-Zélande (RMNZ)                | 42              |
| Pays-Bas (Single Top 100)              | 8               |
| Royaume-Uni (UK Singles Chart)         | 18              |
| Suède (Sverigetopplistan)              | 4               |

## Dans la culture populaire
War est utilisée dans plusieurs films, comme Rush Hour, Small Soldiers ou Les Voyages de Gulliver, et dans des jeux vidéo comme Battlefield Vietnam.